# Asproja
Asproja (gr. Ασπρογιά) – wieś w Republice Cypryjskiej, w dystrykcie Pafos. W 2011 roku liczyła 60 mieszkańców.